# Tromsøya
Tromsøya (nordsamisch: Romssasuolu) ist eine Insel im Norden von Norwegen. Sie liegt zwischen dem Festland im Osten und der größeren Insel Kvaløya im Westen, die erst ans offene Meer (Europäisches Nordmeer) grenzt. Auf der Festlandseite befindet sich die Meerenge Tromsøysund und auf der Kvaløya-Seite die Meerenge Sandnessund. Über beide Meerengen führt je eine Straßenbrücke und unter der östlichen ein Straßentunnel. Die politische Einordnung ist Kommune Tromsø in der Provinz Troms. 
Im Osten der Insel befindet sich das Zentrum der Stadt Tromsø mit der Universität Tromsø, dem Universitätskrankenhaus Nord-Norwegen und dem Tromsø Museum. Tromsøs Flughafen Langnes befindet sich auf der Westseite. Durch die Brücke Tromsøbrua und den Tromsøysundtunnel ist die Insel mit dem Stadtteil Tromsdalen auf dem Festland verknüpft. Eine Verbindung zum Stadtteil Kvaløysletta auf der Insel Kvaløya stellt die Brücke Sandnessundbrua her. Auf der Insel selbst befinden sich die Stadtteile Sommerlyst, Mortensnes, Nordre und Søndre Tromsøya sowie das Zentrum selbst. Tromsøya hat 36.088 Einwohner (Stand 2012) und eine Bevölkerungsdichte von 1583 Einwohnern pro Quadratkilometer.
Tromsøya, mit einer Fläche von 22,79 Quadratkilometern, ist in Nord-Süd-Richtung circa zehn Kilometer lang und circa vier Kilometer breit. Mitten auf der Insel liegt der See Prestvannet, der im Jahr 1867 aufgestaut wurde. Wenn auch große Teile der Insel bebaut sind, erstrecken sich Waldgebiete entlang des Höhenzugs im Norden der Insel. Die höchste Erhebung der Insel ist der Varden mit 159 moh im nördlichen Teil. 
Skansen, Tusenårssted der Kommune Tromsø, befindet sich im Zentrum Tromsøs im Osten der Insel, südlich der Tromsøbrua.

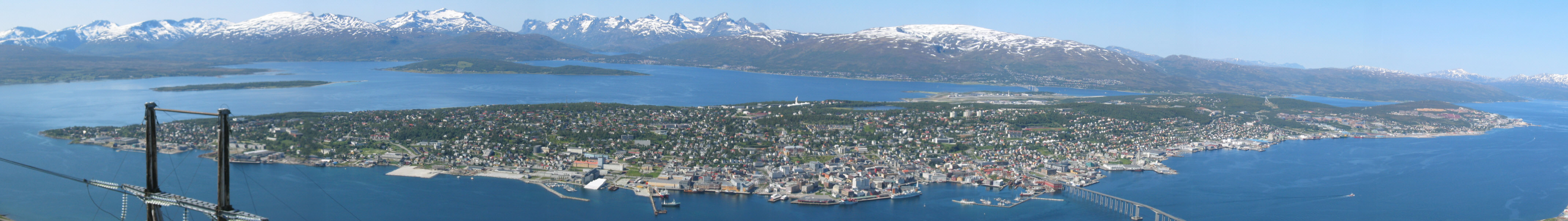
Panorama-Luftbild der Insel Tromsøya, im Hintergrund die Insel Kvaløya